# Pile ou face
Pile ou face is een Franse film van Robert Enrico die werd uitgebracht in 1980.
Het scenario is gebaseerd op de roman Suivez le veuf! (1976) van Alfred Harris.

## Verhaal
In Bordeaux is een vrouw overleden na een val uit het raam van haar appartement. Haar man, de saaie boekhouder Édouard Morlaix, beweert dat ze zelfmoord heeft gepleegd nadat zij ruzie hadden gemaakt. De zaak wordt al gauw als afgesloten beschouwd temeer omdat de politie de handen vol heeft met een zaak van drugshandel.
Inspecteur Baroni gelooft niet dat de vrouw zomaar uit het raam gevallen is en zet hardnekkig het onderzoek voort zonder dat zijn oversten het weten. Baroni verdenkt Morlaix ervan zijn vrouw te hebben vermoord. Hij volgt Morlaix' doen en laten. Hij valt hem daarbij lastig en wil niets liever dan hem doen bekennen. 
Naarmate de twee mannen elkaar echter beter leren kennen ontstaat er een speciale band tussen hen.

## Rolverdeling
| Acteur           | Personage                                     |
| ---------------- | --------------------------------------------- |
| Philippe Noiret  | inspecteur Louis Baroni                       |
| Michel Serrault  | Édouard Morlaix                               |
| Dorothée         | Laurence Bertil                               |
| Guilhaine Dubos  | Michèle, de dochter van Baroni                |
| Bernard Le Coq   | Philippe, de schoonzoon van Baroni            |
| Fred Personne    | de collega en vriend van Baroni               |
| André Falcon     | Lampertuis, de overste van Baroni             |
| Pierre Arditi    | Pierre Larrieu                                |
| Jean Desailly    | Bourgon-Massenet, de directeur van de politie |
| Gaëlle Legrand   | Zepp                                          |
| Antoinette Moya  | mevrouw Morlaix                               |
| Jacques Maury    | de advocaat                                   |
| Jacqueline Doyen | de schoonzus van Morlaix                      |